# Лашев-Жондови
Лашев-Жондови (пол. Łaszew Rządowy) — село в Польщі, у гміні Вешхляс Велюнського повіту Лодзинського воєводства.
Населення — 449 осіб (2011).
У 1975-1998 роках село належало до Серадзького воєводства.

## Демографія
Демографічна структура станом на 31 березня 2011 року:
|          | Загалом | Допрацездатний вік | Працездатний вік | Постпрацездатний вік |
| -------- | ------- | ------------------ | ---------------- | -------------------- |
| Чоловіки | 230     | 50                 | 155              | 25                   |
| Жінки    | 219     | 38                 | 122              | 59                   |
| Разом    | 449     | 88                 | 277              | 84                   |